# Odontochilus umbrosus
Odontochilus umbrosus är en orkidéart som först beskrevs av Leonid Vladimirovitj Averjanov, och fick sitt nu gällande namn av Paul Ormerod. Odontochilus umbrosus ingår i släktet Odontochilus och familjen orkidéer.
Artens utbredningsområde är Vietnam. Inga underarter finns listade i Catalogue of Life.